# Guido Gratton
Guido Gratton (pronunciación en italiano: /ɡwiːdo ɡratˈton/; Monfalcone, Italia, 23 de septiembre de 1932-Bagno a Ripoli, Italia, 26 de noviembre de 1996) fue un jugador y entrenador de fútbol italiano. En su etapa como jugador profesional se desempeñaba como centrocampista.

## Fallecimiento
En 1996, fue asesinado por unos ladrones en su casa en Bagno a Ripoli, a la edad de 64 años.

## Selección nacional
Fue internacional con la selección de fútbol de Italia en 11 ocasiones y convirtió 3 goles. Hizo su debut el 13 de noviembre de 1953 en un partido de clasificación para la Copa Mundial contra Egipto, que terminó con un marcador de 2-1 a favor de los transalpinos. Posteriormente, formó parte del plantel de Italia en la Copa del Mundo de 1954, pero no jugó ningún partido durante el torneo.

### Participaciones en Copas del Mundo
| Mundial                        | Sede  | Resultado      | Partidos | Goles |
| ------------------------------ | ----- | -------------- | -------- | ----- |
| Copa Mundial de Fútbol de 1954 | Suiza | Fase de grupos | 0        | 0     |

## Clubes

### Como jugador
| Club       | País   | Año       |
| ---------- | ------ | --------- |
| Parma      | Italia | 1949-1950 |
| Vicenza    | Italia | 1950-1952 |
| Como       | Italia | 1952-1953 |
| Fiorentina | Italia | 1953-1960 |
| Napoli     | Italia | 1960-1961 |
| Inter      | Italia | 1961      |
| Lazio      | Italia | 1961-1962 |
| Impruneta  | Italia | ¿-?       |

### Como entrenador
| Club        | País   | Año       |
| ----------- | ------ | --------- |
| Salernitana | Italia | 1969-1970 |
| Paganese    | Italia | 1970      |
| Foligno     | Italia | ¿-?       |

## Palmarés

### Campeonatos nacionales
| Título  | Club       | País   | Año  |
| ------- | ---------- | ------ | ---- |
| Serie A | Fiorentina | Italia | 1956 |